# Стрижаченко, Иван Аврамович
Иван Аврамович Стрижаченко (23 марта 1913, Черкасский уезд, Киевская губерния — 17 марта 1991, Кустанай) — директор совхоза «Диевский» Семиозёрного района Кустанайской области, Казахская ССР. Герой Социалистического Труда (1967).

## Биография
Родился в 1913 году в крестьянской семье в селе Белозорье. В 30-е годы вместе с группой рабочих из Украины переехал в Уральскую область, где организовал сельскохозяйственную коммуну «Новая жизнь». В 1954 году по партийной путёвке приехал в Казахстан на освоение целинных земель. В этом же году был назначен директором совхоза «Диевский» Семиозёрного района в селе Диевка (сегодня — Мырзаколь).
Под его руководством совхоз распахал 52 гектаров тысяч целинных земель. Посевные площади составляли около 105 тысяч гектаров. Указом Президиума Верховного Совета СССР от 19 апреля 1967 года за достигнутые успехи в увеличении производства и заготовок зерна в 1966 году удостоен звания Героя Социалистического Труда с вручением ордена Ленина и золотой медали «Серп и Молот».
За годы его руководства совхозом государству было сдано более 30 миллионов пудов зерновых. Занимался строительством социальных объектов в селе Диевка. В 1973 году построил Диевскую среднюю школу на 640 учащихся.
Руководил совхозом до выхода на пенсию в 1973 году, после чего проживал в Алма-Ате.
Младший брат Героя Советского Союза Алексея Стрижаченко.
Память
В селе Диевка установлена мемориальная доска, посвящённая Ивану Стрижаченко.